# 19.º distrito congresional de Nueva York
El 19.º distrito congresional es un distrito congresional que elige a un Representante para la Cámara de Representantes de los Estados Unidos por el estado de Nueva York.  Según la Oficina del Censo, en 2011 el distrito tenía una población de 698 515 habitantes. Actualmente, la representación del distrito permanece vacante debido a la renuncia de Antonio Delgado, quien fue elegido para servir como vicegobernador de Nueva York por Kathy Hochul.

## Geografía
El 19.º distrito congresional se encuentra ubicado en las coordenadas 42°13′40″N 74°25′32″O / 42.22778, -74.42556.

## Demografía
Según la Oficina del Censo de los Estados Unidos, en 2011 había 698 515 personas residiendo en el 19.º distrito congresional. De los 698 515 habitantes, el distrito estaba compuesto por 591 104 (84.6%) blancos; de esos, 577 833 (82.7%) eran blancos no latinos o hispanos. Además 44 139 (6.3%) eran afroamericanos o negros, 1 038 (0.1%) eran nativos de Alaska o amerindios, 23 945 (3.4%) eran asiáticos, 17 (0%) eran nativos de Hawái o isleños del Pacífico, 36 044 (5.2%) eran de otras razas y 15 499 (2.2%) pertenecían a dos o más razas. Del total de la población 86 960 (12.4%) eran hispanos o latinos de cualquier raza; 10 399 (1.5%) eran de ascendencia mexicana, 32 816 (4.7%) puertorriqueña y 3 050 (0.4%) cubana. Además del inglés, 2 700 (9.1%) personas mayor a cinco años de edad hablaban español perfectamente.
El número total de hogares en el distrito era de 240 679, y el 73.3% eran familias en la cual el 35.9 tenían menores de 18 años de edad viviendo con ellos. De todas las familias viviendo en el distrito, solamente el 60% eran matrimonios. Del total de hogares en el distrito, el 4.3 eran parejas que no estaban casadas, mientras que el 0.5% eran parejas del mismo sexo. El promedio de personas por hogar era de 2.78. 
En 2011 los ingresos medios por hogar en el distrito congresional eran de US$78 112, y los ingresos medios por familia eran de US$117 876. Los hogares que no formaban una familia tenían unos ingresos de US$68 826. El salario promedio de tiempo completo para los hombres era de US$64 051 frente a los US$50 774 para las mujeres. La renta per cápita para el distrito era de US$36 259. Alrededor del 5.4% de la población estaban por debajo del umbral de pobreza.